# Waipapa Point Lighthouse
Das Waipapa Point Lighthouse ist ein noch in Betrieb befindlicher Leuchtturm südwestlich der Catlins an der Südküste der Südinsel Neuseelands.

## Geographie
Der Leuchtturm befindet sich 47 km südöstlich von Invercargill am östlichen Ende der Toetoes Bay auf einer Anhöhe des Waipapa Points, der hier in den Pazifischen Ozean hineinragt. Der Turm ist über einen Weg von der kleinen Ansiedlung Otara aus von der Küstenstraße New Zealand State Highway 92, die Teil der Southern Scenic Route ist, zugänglich.

## Geschichte
Nachdem am 29. April 1881 die SS Tararua der neuseeländischen Union Steam Ship Company auf das direkt vor der Küste liegende Otar Reef gelaufen war, sank und 131 Menschen mit in den Tod nahm, entschied man, zukünftig die Schifffahrt mit einem Leuchtfeuer vor dem gefährlichen Riff zu warnen. 1884 wurde der Leuchtturm aus Holz errichtet. 1975 wurde das Leuchtfeuer automatisiert und 1988 die Energieversorgung auf Solarstrom umgestellt. Im Dezember 2008 erhielt der Leuchtturm LEDs für sein Leuchtfeuer.

## Kulturdenkmal
Der Leuchtturm wurde am 26. Juni 2009 zusammen mit dem Ort des Schiffswracks der SS Tararua vom New Zealand Historic Places Trust unter Nummer 7785 als „Historic Place Category 1“ registriert.